# 神恵王后
神恵王后柳氏（しんけいおうこう、生没年不詳）は、高麗太祖王建の第1后妃。本貫は京畿道貞州。
豪族柳天弓の娘で王建に嫁いだ。柳氏一族が王建の政変を後押しし、918年に高麗が成立すると、王妃となった。後唐の明宗は933年、王建を冊封し、柳氏を河東郡夫人に封じた。

## 家族
- 父：柳天弓
- 夫：太祖

## 登場作品
- 太祖王建（KBS、演：パク・サンア）

## 参考
- 「アジア人物史 3」 集英社 2023年